# Jan Urban
Jan Urban (Jaworzno, 1962. május 14. –) válogatott lengyel labdarúgó, csatár, edző. 2023 óta a Górnik Zabrze vezetőedzője.

## Pályafutása

### Klubcsapatban
1980-ban a Victoria Jaworzno korosztályos csapatában kezdte a labdarúgást. 1981 és 1985 között a Zagłębie Sosnowiec, 1985 és 1989 között a Górnik Zabrze labdarúgója volt. A Górnikkal három bajnoki címet szerzett. 1989 és 1994 között a spanyol Osasuna, 1995-ben a Real Valladolid, 1995–96-ban Toledo játékosa volt. 1996–97-ben a német  VfB Oldenburg csapatában szerepelt. 1998-ban visszatért a Górnikhoz és itt fejezte be az aktív labdarúgást.

### A válogatottban
1985 és 1991 között 57 alkalommal szerepelt a lengyel válogatottban és hét gólt szerzett. Tagja volt az 1986-os mexikói világbajnokságon részt vevő csapatnak.

### Edzőként
2003 és 2005 között az Osasuna B csapatának az edzője volt. 2007 és 2010 között a Legia Warszawa, 2010-ben a Polonia Bytom, 2011-ben a Zagłębie Lubin, 2012–13-ban ismét a Legia vezetőedzőjeként tevékenykedett. 2014–15-ben az Osasuna szakmai munkáját irányította. 2015–16-ban a Lech Poznań, 2017–18-ban a Śląsk Wrocław vezetőedzője volt. 2021. május 27-én nevezték ki a Górnik Zabrze kispadjára. 2022. június 14-én bejelentették, hogy másnap távozik a klubtól.

## Sikerei, díjai

### Játékosként
Górnik Zabrze
- Lengyel bajnokság
  - bajnok (3): 1985–86, 1986–87, 1987–88
- Lengyel szuperkupa
  - győztes (1): 1988

### Edzőként
Legia Warszawa
- Lengyel bajnokság
  - bajnok (2): 2012–13, 2013–14
- Lengyel kupa
  - győztes (2): 2007–08, 2012–13
- Lengyel szuperkupa
  - győztes (1): 2008

 Lech Poznań
- Lengyel szuperkupa
  - győztes (1): 2008